# Pálffy György (altábornagy)
Pálffy (Oesterreicher) György (Temesvár, 1909. szeptember 16. – Budapest, 1949. szeptember 24.) altábornagy. Honvédelmi miniszter-helyettes, a Rajk-per során koncepciós perbe fogták és halálra ítélték.
| Pálffy György                             | Pálffy György                             |
| Kattints az alábbi külső linkek egyikére! | Kattints az alábbi külső linkek egyikére! |
| ----------------------------------------- | ----------------------------------------- |
| Nem található szabad kép.(?)              |                                           |
| külső link · jogvédett                    | Pálffy György. Kommunista vezetők.        |
| külső link · jogvédett                    | Pálffy György. Banaticum                  |

## Fiatalkora
Családja az első világháború előtt Budapestre költözött. Édesapja, Oesterreicher György banktisztviselő volt. Az Árpád Gimnáziumban 1920-ban Österreicher György II.a., 1923-ban V., 1924-ben VI. 1925-ben VII. osztályos tanuló. 1926-ban a Sujánszky—Halkó Géza önképzőköri jutalomdíjat Österreicher György VIII. osztályos tanuló érdemelte, majd az érettségi után tényleges katonai szolgálatot teljesített.
Már tizedesként jelentkezett a Ludovika Akadémiára, ahol 1932. augusztus 20-án tüzér hadnagyként végzett. Pécsett és Kecskeméten teljesített csapatszolgálatot. 1936-ban egyéves olaszországi tanulmányúton vett részt, majd megkezdte felsőfokú tiszti tanulmányait a Hadiakadémián.

## Tevékenysége a háború éveiben
1939-ben felesége származása, illetve németellenessége miatt leszerelt, és az Egyesült Izzóban helyezkedett el. Ekkor került kapcsolatba a kommunista párttal, az utasításukra belépett a Független Kisgazdapárt értelmiségi tagozatába, és ott háború- és németellenes politikát folytatott. 1944 őszétől az MKP Katonai Bizottságának vezetője. Komoly érdemeket szerzett a budapesti ellenállási mozgalom szervezésében és irányításában.
1945 első hónapjaiban, a Debrecenben működő Ideiglenes Nemzeti Kormány döntése alapján az ország demokratikus átalakulásának részeként újjászervezték a Belügyminisztériumot, az államrendőrséget és ezen belül az állambiztonsági szerveket is. 1946 márciusában az addig a honvéd kerületi parancsnokságok alegységeként működő határőrséget a Pálffy György ezredes vezetésével megalakult Határőr Parancsnokság alá vonták. Szintén vezetője lett a Szövetséges Ellenőrző Bizottság engedélyével létrehozott Honvédelmi Minisztérium Katonapolitikai Osztályának, ekkor már tábornokként.

## Szerepe a Független Kisgazda Párt szétverésében
A Katonapolitikai Osztály (Katpol) legfőbb feladata ekkor a háborús bűnösök felkutatása, az ellenséges elemek és háborús bűnösök demokratikus hadseregbe való bekerülésének megakadályozása, valamint a hadifogságból hazatértek ellenőrzése volt, de Pálffy a Péter Gábor vezette politikai rendőrséggel vetélkedve egyre inkább az MKP politikai ellenfelei közéletből való kiiktatására törekedett. A Katpol kulcsfontosságú szerepet játszott a demokrácia elleni összeesküvésben, a Független Kisgazda Párt szétverésében. 1946 decemberében összeesküvés szervezésének gyanújával őrizetbe vették Szent-Miklósy István vezérkari őrnagyot, Héder Jánost és Arany Bálintot, az FKGP szervező titkárát. A Katpol koholt vádakra alapozta a Magyar Közösség-ügyet.
Az 1946-47 fordulóján végrehajtott letartóztatások a kisgazda Bartha Albert honvédelmi miniszter háta mögött zajlottak, és a szintén kisgazda Nagy Ferenc miniszterelnök is csak nem hivatalos csatornákon keresztül szerzett tudomást az eseményekről. A miniszterelnök berendelte, és a honvédelmi miniszter jelenlétében kérdőre vonta Pálffyt, aki zavaros válaszokat adott. Nagy ezek után utasította a honvédelmi minisztert, hogy tájékozódjon, és készítsen hivatalos jelentést a történtekről. Bartha egy hadbíró ezredes és egy katonai ügyész kíséretében azzal a szándékkal kereste fel a Katpol fogdáját, hogy személyesen beszéljen a foglyokkal. Megérkezésükkor azonban Pálffy nem volt a laktanyában, beosztottjai pedig jelentették: amíg meg nem érkezik, nem engedhetik őket az őrizetesekhez. Amikor a tábornok végül megjött, Bartha kérését azzal hárította el, hogy a foglyokat – mivel polgári egyének is voltak köztük – már elszállították a rendőrségre. Közölte Barthával, hogy Vlagyimir Szviridov altábornagy, a Szövetséges Ellenőrző Bizottság alelnöke tiltása értelmében egyébként sem állt volna módjában őt a foglyokhoz engedni. Pálffy közvetlen felettese, a honvédelmi miniszter szemébe hazudott, ugyanis – hogy megakadályozza a találkozót – a foglyokat közben kivezették az épületből. Bartha ezután először a politikai rendőrség vezetőjéhez, Péter Gáborhoz, majd a belügyminiszterhez, Rajk Lászlóhoz fordult, aki burkoltan megfenyegette. Az eseményekről értesülő miniszterelnök megkísérelt Pálffy ellen fegyelmi eljárást indítani, de a Szövetséges Ellenőrző Bizottság szovjet vezetői ezt meghiúsították.
A letartóztatások tovább folytatódtak, s a félholtra vert foglyok már a kisgazda vezetőkre tettek terhelő vallomásokat. Kovács Bélát, a párt főtitkárát a parlament a kommunisták követelése ellenére sem adta ki, ezért az NKVD 1947. február 25-én este letartóztatta és elrabolta. A Svájcban gyógykezelés alatt álló miniszterelnök távollétében Rákosi Mátyás Kovács NKVD-s kihallgatási jegyzőkönyvére hivatkozva az állítólagos összeesküvésben való részvétellel vádolta meg Nagy Ferencet. A miniszterelnök ezek után már nem tért vissza Magyarországra, s néhány nappal később ugyancsak külföldre menekült Varga Béla, az országgyűlés (akkor nemzetgyűlés) kisgazda elnöke is.
Pálffy Györgyöt 1947-ben altábornaggyá léptették elő. December 11-én a hadsereg fejlesztésével kapcsolatos feladatok megoldására egy bizottságot hoztak létre, melynek tagjai Rákosi Mátyás, Farkas Mihály, Gerő Ernő, Rajk László és Pálffy György voltak.
1948 februárjában az altábornagy részt vett a magyar-szovjet barátsági és kölcsönös segítségnyújtási szerződést kidolgozó tárgyalásokon Moszkvában. A hadsereg átszervezése céljából 1948. április 22-én létrehozott új Katonai Bizottság egyik tagja volt. 1948 tavaszán honvédelmi miniszter-helyettes, a honvédség felügyelője, valamint a kiképzés irányítója, a két munkáspárt egyesülése után pedig az MDP Központi Vezetőségének tagja lett. 1948-ban megkapta a Kossuth-érdemrendet (harmadik osztály).
1948. április 1-jétől a hadsereg irányítása, a Honvédelmi Minisztérium átszervezésre került, egyben módosult a Honvéd Vezérkar súlya, valamint létrehozták a főcsoport- és csoportfőnökségeket is. Pártvonalon az irányítást az MDP Államvédelmi Bizottságának Katonai Albizottsága vette át, melynek elnöke Farkas Mihály, titkára pedig Pálffy György lett.

## A Pálffy-per
A korabeli bolsevik logika szerint egy összeesküvés katonai részvétel nélkül elképzelhetetlen lett volna, ezért Farkas Mihály, a párt főtitkár-helyettese, honvédelmi miniszter javaslatára a Rajk-per körüli nyomozásokat kiterjesztették Pálffyra is. E döntést illetően volt némi bizonytalanság, illetve félelem az MKP vezetőiben, mert tudták, hogy a tábornok a szovjet hírszerzésnek is dolgozik. 1949. július 5-én a koholt vádak alapján, családi nyaralás közben, a balatonlellei kertmoziban tartóztatta le két civil ruhás nyomozó. Kihallgatói Janikovszky Béla, majd Vajda Tibor, végül Horváth Sándor voltak. Többféle feltételezés létezik, hogy miért, de Pálffy a terhére rótt cselekményeket – anélkül, hogy vele szemben fizikai kényszert alkalmaztak volna – elismerte és részletes vallomást tett. Perét elkülönítve, katonai bíróságon tárgyalták.
Az elsőrendű vádlott Pálffy György mellett Korondi Béla, Horváth Ottó, Németh Dezső és Nagy Pál került a vádlottak padjára. Pálffy hajlandó volt eljátszani a rá osztott szerepet, szövegét jól betanulta, részéről egyetlen, a koncepcióba nem illő mondat sem hangzott el. A dr. Jávor Iván vezette bíróság az ellene felhozott vádpontokban bűnösnek találta és kötél általi halálra ítélte. Vádlott-társai – Nagy Pál kivételével – ugyancsak halálos ítéletet kaptak. Az elítélteket 1949. szeptember 24-én, a Margit körúti katonai börtön udvarán, színpadias körülmények között akasztották fel. Az altábornagy egyenruhájáról a főfoglár dobpergés közepette tépte le a váll-lapokat, a tölgyfalombot és a sapkarózsát. A kivégzést Révay Kálmán vezérőrnagy, Pálffy György egykori barátja huszáregyenruhában, díszegység éléről vezényelte. (Őt nem sokkal később a Tuhacsevszkij-per mintájára rendezett tábornokok perében ítélték halálra.) A helyszínen jelen volt a párt politikai bizottságának két tagja, Farkas Mihály és Gerő Ernő. A tárgyalásról és az ítélet végrehajtásáról A nép árulói címmel film készült, melyet évekkel később az Erkel Színházban, kirendelt katonák előtt vetítettek le.

## Az 1954-55-ös felülvizsgálat

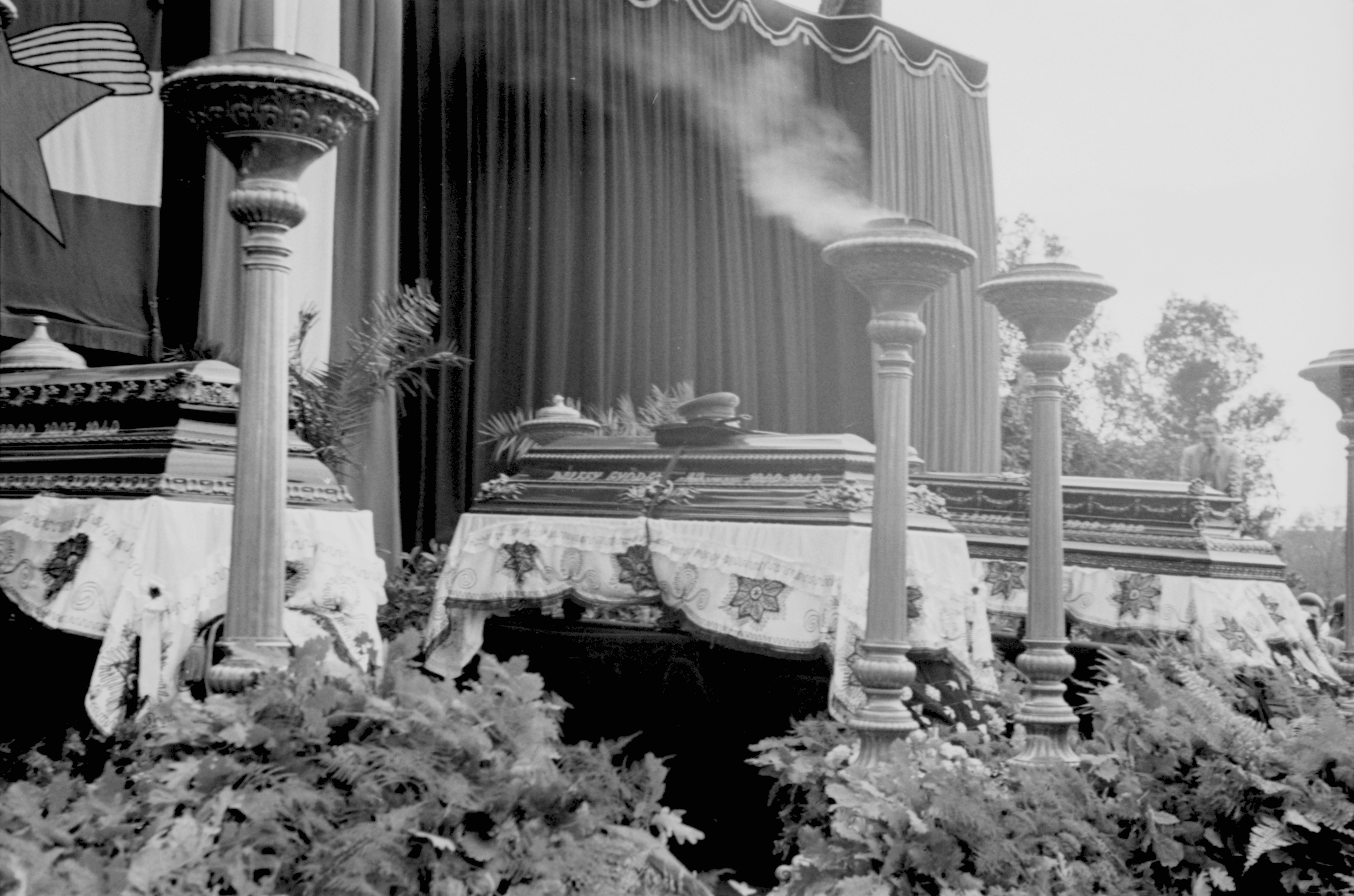
A felravatalozott koporsók az újratemetésen

Pálffy ügyének felülvizsgálatát a mindössze két nappal azelőtt hivatalba lépett Piros László belügyminiszter 1954. június 8-ai utasítására kezdték meg, a tényleges munkafolyamatot azonban csak az 1954. augusztus 2-án született határozat indította el. A vizsgálat célja az 1949-es alapeljárás vádjainak szétzúzása volt, az ügy valódi hátterének megvilágítása nem állt a hatalom érdekében.
1955-ben Pálffy Györgyöt részlegesen rehabilitálták, majd több, ugyancsak koncepciós perekben elítélt és kivégzett társával együtt exhumálták, és 1956. október 6-án újratemették. A Kerepesi úti temetőben tartott temetési szertartáson több mint 100 000 ember vett részt.
Az eredeti periratokat 1957-ben bezúzták.
1963. szeptember 27-én nyert teljes rehabilitációt. 1990-ig a budapesti Balaton utca viselte a nevét.